# Chaloem Phra Kiat
Chaloem Phra Kiat (em tailandês: อำเภอเฉลิมพระเกียรติ) é um distrito da província de Nakhon Si Thammarat, no sul da Tailândia. É um dos 23 distritos que compõem a província. Sua população, de acordo com dados de 2012, era de 30 974 habitantes, e sua área territorial é de 124,1 km².
O distrito foi criado em 5 de dezembro de 1996.